# Fernando de Rosales

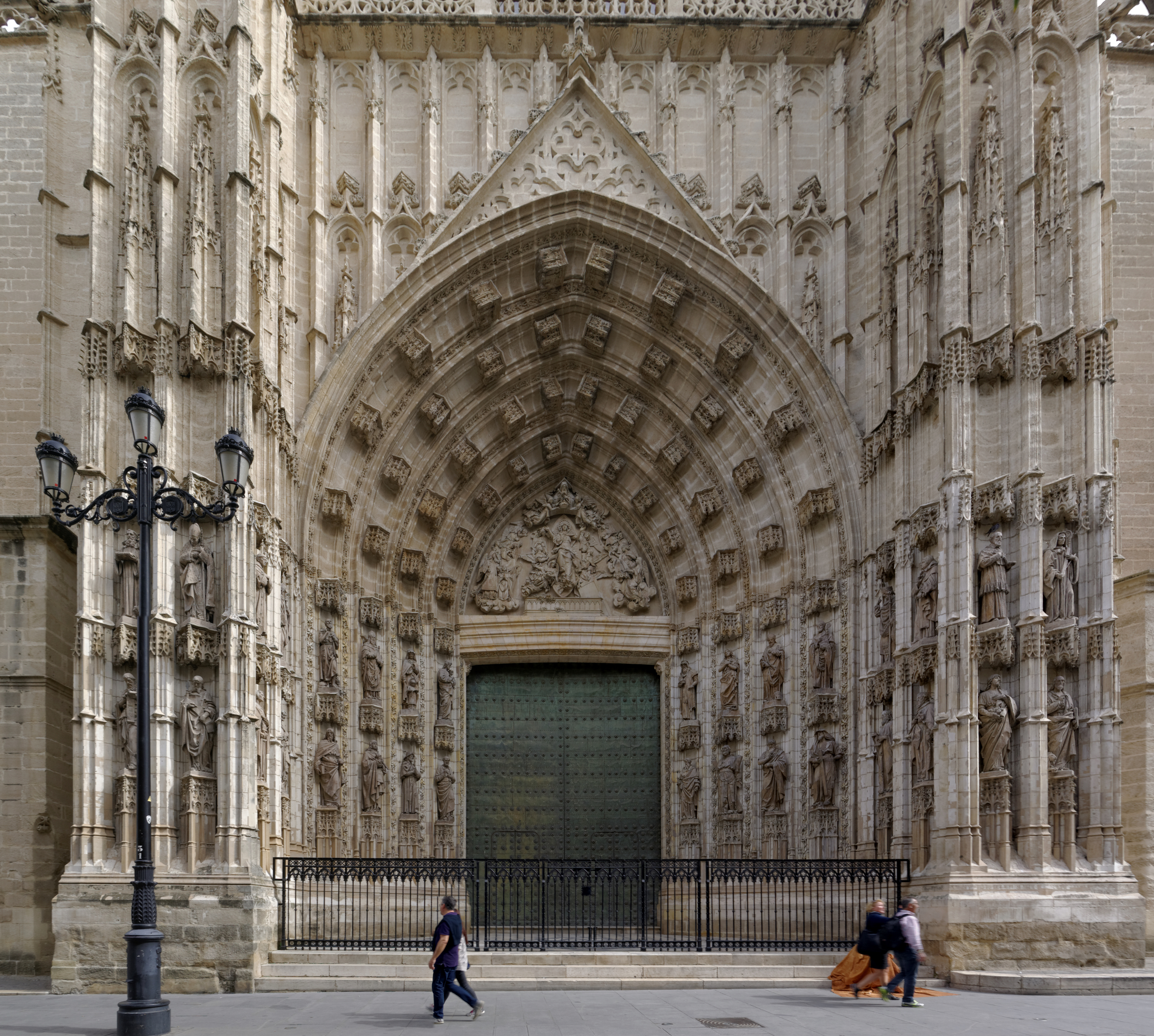
Puerta de la Asunción o Puerta Grande de la catedral de Sevilla.

Fernando de Rosales (Sevilla, ca. 1759-ibídem, 15 de febrero de 1830), fue un arquitecto español.
Realizó a lo largo de su vida diferentes proyectos en estilo neoclásico y neogótico, como la terminación de la Puerta Grande de la Catedral de Sevilla.

## Biografía
En 1778 cuando contaba alrededor de 20 años culminó sus estudios de arquitectura en la Real Escuela de las Tres Artes de Sevilla donde consiguió el primer premio en arquitectura. Muy pronto comenzó a trabajar para el arzobispado, consiguiendo el 27 de abril de 1798 el nombramiento de ayudante del Maestro de obras del Arzobispado de Sevilla y en 1808 el puesto de Maestro Mayor. Compatibilizó estos cargos con su labor docente, siendo profesor de arquitectura desde 1794 y director de la Real Escuela de Sevilla desde 1820.
Su trabajo estuvo muy vinculado a las propiedades eclesiásticas de la archidiócesis, siendo numerosísimas sus actuaciones tanto en proyectos como en dirección de obras en ediferentes localidades de las provincias de Sevilla, Huelva y Cádiz. Colaboró también en otras obras de particulares, como en la Escuela de Cristo (1796-1801), aunque sus trabajos más conocidos fueron los relacionadas con la Catedral de Sevilla, donde realizó la reforma del edificio anexo conocido como “El Muro”, donde se situaron diferentes dependencias administrativas del Cabildo y en la terminación en estilo neogótico de La Puerta Grande de la Catedral que actualmente es más conocida con el nombre de Puerta de la Asunción.